# Tholos

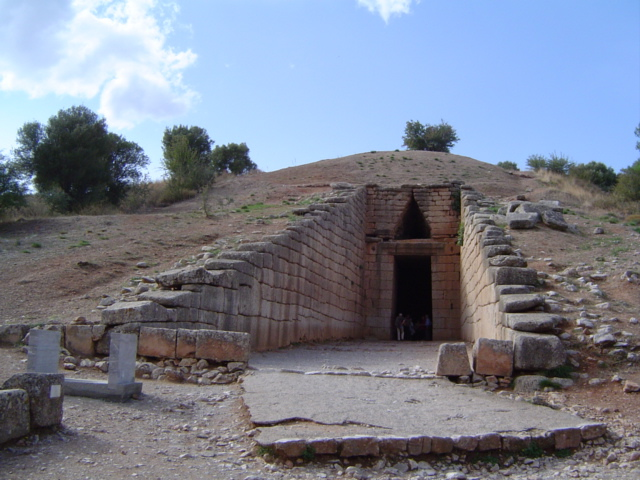
Ett exempel på en tholos är Atreus grav i grekiska Mykene, uppförd runt 1250 f.Kr.

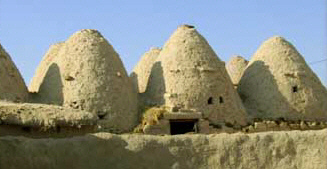
Tholoi uppförda i Harran i Turkiet.

Tholos, (plural tholoi, från grekiska θολωτός τάφος, θολωτοί τάφοι, "kupolformade gravar), även känd som bikupegrav, är benämning på en rund byggnad, som kännetecknas av dess överbyggda kupol, uppbyggd av stenvarv i successivt mindre ringar. Den resulterande strukturen liknar en bikupa, därav det traditionella namnet.
Tholoi användes för begravning i flera kulturer i Medelhavet och Sydvästasien, men i vissa fall användes de för olika ändamål som hem (Cypern), ritualer (Bulgarien, Syrien) och till och med befästning (Spanien, Sardinien). Även om Max Mallowan använde samma namn för de cirkulära husen som tillhörde den neolitiska kulturen Tell Halaf (Irak, Syrien och Turkiet), finns det inget samband med dessa.

## Grekland
I Grekland är de välvda tholoi monumental utveckling från sen bronsålder. Deras ursprung är en fråga för stor debatt: var de inspirerade av tholoi på Kreta som först användes under den tidiga minoiska perioden eller var de en naturlig utveckling av tumulusbegravningar från medelbronsåldern. I konceptet liknar de de mycket mer talrika mykenska kammargravarna som verkar ha uppkommit ungefär samtidigt. Båda har kammar-, och entrépassagedromos men tholoi är till stor del byggda medan kammargravar är uthuggna. 
Några tidiga exempel på tholoi har hittats i Messenien i sydvästra Peloponnesos i Grekland (till exempel vid Voidhokoilia), och nyligen nära Troezen på nordöstra Peloponnesos. Dessa tholoi är byggda på plan mark och sedan omslutna av en jordhög. Ett par tumuli vid Marathon, Grekland visar hur en byggd rektangulär (men utan ett valv) centralkammare förlängdes med en ingångspassage.
Efter omkring 1500 f.Kr. blev bikupegravar mer utbredda och finns i alla delar av det mykenska hjärtat. Men i motsats till de tidiga exemplen är dessa nästan alltid ingrävda i en sluttning så att endast den övre tredjedelen av den välvda kammaren var ovan marknivå. Detta murverk var då dolt med en relativt liten jordhög.
Kammaren är alltid byggd i murverk, även i de tidigaste exemplen, liksom stomionen eller entrévägen. Dromos i tidiga exempel var vanligtvis bara uthuggna i berggrunden, som i Panagiagraven vid själva Mykene. I senare exempel som Atreus skattkammare och Clytemnestras grav (båda i Mykene), var alla tre delarna konstruerade av fint kvadermurverk.
Kamrarna byggdes som valv med kragsten, med lager av sten placerade närmare varandra när valvet smalnar av mot toppen av graven. Dessa stenlager trimmades inifrån graven och skapade en slät kupol.
Entréerna gav möjlighet till iögonfallande demonstration av rikedom. Skattkammaren för Atreus dekorerades till exempel med kolumner av rött och grönt "Lapis Lacedaimonius" som hämtats från stenbrott över 100 km bort.
Mängden av sådana gravar, ofta med mer än en förknippad med en bosättning under en specifik tidsperiod, kan tyda på att användningen av dem inte bara var begränsad till den härskande monarkin, även om den stora storleken och därför utgifterna som krävdes för de större gravarna (10–15 meter i diameter och höjd) skulle tala för kungliga uppdrag. De större gravarna var bland de rikaste fynden som kom från den sena bronsåldern på Greklands fastland, trots att gravarna har plundrats både under antiken och på senare tid. Även om Vapheio tholos, söder om Sparta, hade blivit bestulen, hade två kistor i golvet undvikit uppmärksamhet. Dessa innehöll bland annat de två guldkopparna "Vapheio" dekorerade med scener av tjurtämjning som är bland de mest kända av mykenska skatter.

## Levanten och Cypern
Cirkulära strukturer byggdes allmänt i Främre Orienten, såsom de exempel som kallas tholoi som finns i den neolitiska Halaf-kulturen i Irak, Syrien och Turkiet. De användes troligen både som bostäder och som förvaringsbyggnader, men rituell användning kan också ha förekommit. Andra senare exempel finns på Cypern (Khirokitia), där de användes som hem. Det finns inget tydligt samband mellan dessa inhemska, cirkulära byggnader och senare tholosgravar.

## Sydeuropa och Sardinien
Under den kalkolitiska perioden på den Iberiska halvön visar bikupegravar intetsägande andra innovativa "megalitiska" varianter, från c. 3000 f.Kr. De är särskilt vanliga i södra Spanien och Portugal, medan i centrala Portugal och sydöstra Frankrike föredras andra stilar (särskilt konstgjorda grottor) istället. Civilisationen i Los Millares och dess bronsålders efterträdare, El Argar, är särskilt relaterade till denna begravningsstil.
Bronsålderns befästningar som kallas motillor i La Mancha (Spanien) använder också tholos byggnadsteknik.
De imponerande stenstrukturerna som kallas nuraghi, såväl som liknande strukturer på södra Korsika, dominerade bronsålderslandskapet på Sardinien (Italien). Nuraghi är stympade koniska torn av torrlagd sten, cirka 12 meter i diameter, sluttande upp till ett cirkulärt tak cirka 17 meter över marken. Det välvda taket är sex till 12 meter över golvet. Även om resterna av bara cirka 7 000 nuraghi har hittats, kan upp till 30 000 ha byggts.
Det finns också registrerade Etruskiska gravar vid en nekropolis vid Banditaccia från 600- och 700-talen f.Kr. med ett yttre utseende som liknar en bikupa. Interiörerna är inredda och möblerade som etruskiska bostäder.

## Bulgarien
Den thrakiska graven i Kazanlăk är ett exempel på de thrakiska härskarnas rikt dekorerade tholoigravar, varav många finns i moderna Bulgarien och är från 4:e–3:e århundradet f.Kr. Väggarna i Kazanlăkgraven är täckta med gips och stuckatur, med utsmyckade scener från den avlidnes liv. Andra tumuli, kända som mogili på bulgariska, som har underjordiska kamrar i form av en bikupekupol är bland annat den thrakiska graven i Svesjtari, den thrakiska graven i Aleksandrovo, Goljama Arsenalka, Seuthes III:s grav, thrakiska graven Sjusjmanets, thrakiska graven Griffins, thrakiska graven Helvetia, thrakiska graven Ostrusja. I gravarna har flera betydande guld- och silverskatter återfunnits, som för närvarande förvaras på Bulgariens arkeologiska och nationella historiska museum och andra institutioner.

## Östra Arabien

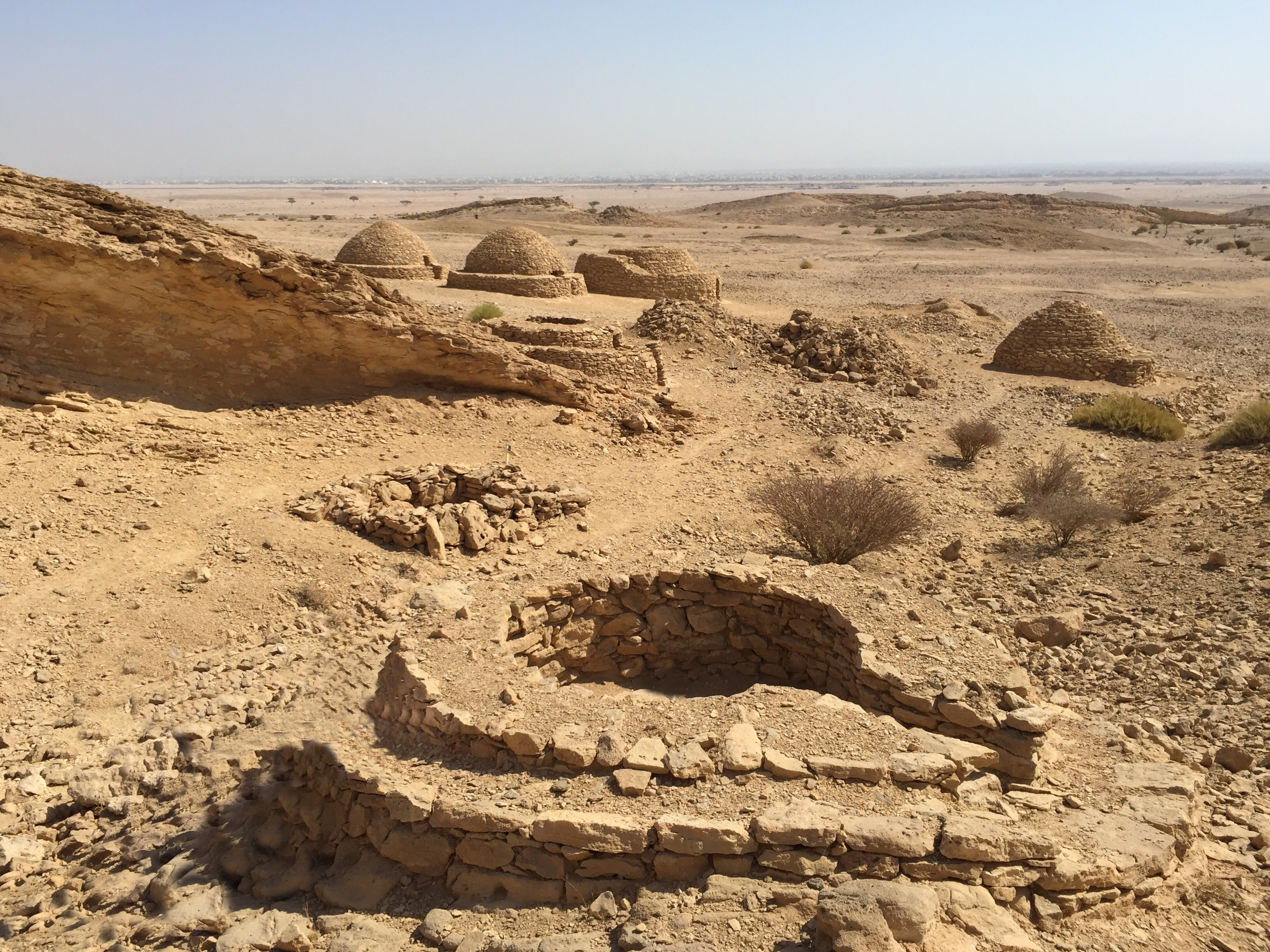
Bikupegravar daterade till Hafit-perioden(för cirka 5000 år sedan), nära Jabal Hafit i al-Ayn i Förenade arabemiraten.

De tidigaste stenbyggda gravarna som kan kallas "bikupa" finns i Oman och Förenade arabemiraten, byggda av staplade platta stenar som förekommer i närliggande geologiska formationer. De dateras till Hafit-perioden under den tidiga bronsåldern, mellan 3 500 och 2 500 år f.Kr., en period då den Arabiska halvön erhöll mycket mer nederbörd än nu, och stödde en blomstrande civilisation i vad som nu är öken, väster om bergskedjan Hajar längs Omanbukten. Inga gravrester har någon gång hämtats från dessa "gravar", även om det inte finns något annat syfte för deras konstruktion. De liknar ytligt de egeiska gravarna (cirkulär form) eftersom de är byggda helt över marknivå och inte delar samma tredelade struktur - ingångarna är generella en odifferentierad av gravens cirkulära murar. För närvarande finns det tre områden där dessa gravar kan hittas: al-Hajar-regionen (särskilt Jabal Hafit nära al-Ayn i Förenade arabemiraten, och de arkeologiska platserna Bat, al-Khutm och al-Ayni Oman), Hat-regionen och Hadbin-området nära Barkaʾ. Hajargravarna är mycket talrika och en eller två har restaurerats, så att man kan krypa in i mitten av en hög stenstruktur som mäter 5–6 m.

## Somalia
Nordost om Qandala finns ett fält av gravar av varierande storlek.